# Vaginitis
|  | Per a altres significats sobre Monilia, vegeu «Monilinia». |

La vaginitis és una inflamació dels teixits vaginals, causada per microorganismes que poden transmetre's durant les relacions sexuals.

## Símptomes
La dona amb aquesta condició pot tenir cremor o pruïja i pot notar una secreció vaginal anormal (leucorrea).

## Tipus de vaginitis
La vulvovaginitis pot afectar dones de totes les edats i és molt comuna. Els noms específics de les formes de vaginitis són:

### Infecciosa
Vaginitis infecciosa representa el 90% de tots els casos en dones en edat reproductiva i està representat per una tríada:
- La vulvovaginitis candidòtica és ocasionada per un creixement excessiu d'un ferment Candida albicans que té el sinònim de Monilia, i normalment està present a la vagina. Es presenta leucorrea lletosa espessa i coïssor intensa. El tractament sol ser via supositoris vaginals. Les dones diabètiques hi estan més predisposades.
- La vaginosi causada pels bacteris del gènere Gardnerella com Gardnerella vaginalis. Presenta leucorrea amb olor de peix podrit.
- La vaginitis per Trichomona. Leucorrea verdosa, amb picor i coïssor dels genitals i dolor durant l'acte sexual. Si la pacient no rep tractament pot atacar el coll uterí.
- Altres infeccions menys comunes són causades pel gonococ, Chlamydia, Mycoplasma, herpes, Campilobacter; o una higiene deficient.[1]

Les infeccions vaginals sovint són una mescla de diverses etiologies cosa que representa un problema en el seu tractament.
Fins i tot un canvi en l'equilibri del pH o la introducció de bacteris forans en la vagina poden portar a una vaginitis. Hi ha factors físics que contribueixen al desenvolupament de la infecció com una humectació constant de la vulva per la roba molt ajustada, productes químics en contacte amb la vulva via tampons perfumats, antibiòtics, píndoles anticonceptives o una dieta que afavoreixi el sucre refinat i els llevats. També hi ha una dimensió psicològica i emocional de la vaginitis.
Noies prepubescents
- La vaginitis bacteriana causada per Streptococcus spp..
- Higiene deficient, la qual pot introduir bacteris i altres formes irritants des de l'anus a la zona vaginal.

L'equilibri del pH en el cos de les noies adolescents no porta al creixement de Candida albicans, per tant és improbable que agafin una infecció per llevats.
Vaginitis aeròbica
La vaginitis aeròbica es caracteritza per una alteració més o menys severa de la flora lactobacil·lar, juntament amb inflamació, atròfia, i la presència d'una microflora predominantment aeròbica, composta per comensals o patògens entèrics.

### Hormonal
La vaginitis hormonal  inclou la vaginitis atròfica que normalment es troba en dones postmenopàusiques o després del part.

### Irritació/al·lèrgia
La vaginitis irritant pot ser causades per al·lèrgies als espermicides, perfums, lubricants, etc. dels condons, i el semen. També per tampons i medicaments tòpics entre d'altres.

### Cossos externs
Vaginitis per cossos externs: els cosso externs (el més comuns són els tampons o condons retinguts) causen una extrema pudor en les descàrregues vaginals. El tractament consisteix a treure’ls, per la qual cosa pot ser útil els fòrceps d'anella. Normalment no cal un tractament posterior.

### Diabetis
Les dones amb diabetis desenvolupen més sovint la vaginitis infecciosa.